# DBC主場
DBC主場是一個由香港數碼電台製作的即時現場直播節目，以討論香港政事為主，並接受聽眾致電發表意見（亦即稱為「烽煙節目」）。2013年起於數碼一台（旗艦台）內播出，每次為三小時；2014年11月10日起，改於數碼二台（新聞台）播放，並且縮短時間至兩小時。主持人亦改由蔡展翔、李家文、阮大可、方健儀及李華明輪流主持。

## 歷史
「DBC主場」的前身是停播前的《十級自由Phone》。2013年1月DBC復播後，改以新的節目名稱重新播放，不過大部份《十級自由Phone》的主持人均表明不願再回DBC工作，最後邀得梁天偉，劉銳紹，陳慧兒，關偉，盧愛玲，馬宏偉，蔡展翔等人加入，得以開始廣播，是當時全台唯一的烽煙節目。

## 簡介
節目均以當日或近日社會上所發生的事件，或就一些既定的議題上，邀請學者、教授、立法會議員或當事人在電話中或到直播室作出回應和分析。

## 外部連結
- 《DBC主場》公式專頁
- 《DBC主場》Facebook 專頁（页面存档备份，存于）
- DBC新烽煙節目「收火」（页面存档备份，存于）